# Immanuel Olsvanger
Immanuel Olsvanger (geboren 13. April 1888 in Grajewo, Russisch-Polen, Russisches Kaiserreich; gestorben 7. Februar 1961 in Jerusalem, Israel) war ein jüdischer Folklorist, Übersetzer, Journalist und zionistischer Aktivist. Seine Sammlungen von jiddischen Anekdoten, Erzählungen, Sprichwörtern und Liedern, die er in litauischem Jiddisch in lateinische Schrift transkribiert veröffentlichte, haben zahlreiche Auflagen erfahren. Daneben hat er verschiedene Bücher ins Hebräische übersetzt und einen Gedichtband mit eigenen hebräischen Gedichten veröffentlicht.

## Leben und Werk

### Biografie
Immanuel Olsvanger wurde 1888, nach manchen Quellen 1881, in Grajewo geboren, einer damals zu Russland gehörenden grenznahen Kleinstadt in der Nähe von Białystok. Grajewo hatte zeitweilig eine jüdische Bevölkerungsmehrheit, die kulturell dem litauischen Judentum zuzurechnen ist. Sein Vater war Kaufmann, ein Großvater war Rabbiner in St. Petersburg. Olsvanger besuchte das Gymnasium in Suwałki, studierte Medizin und Philologie in Königsberg i.Pr. und später in Bern, wo er 1916 mit der Dissertation Die Leichenbestattung bei den Juden, sprachlich und sittengeschichtlich untersucht, promovierte.
Er begann seine politische Tätigkeit als Zionist noch während seiner Studienzeit und war 1912 ein Mitbegründer der zionistischen Studentenorganisation HeChaver, deren Präsident er wurde. Von 1918 bis 1920 war er Sekretär bei der schweizerischen Gesellschaft für Volkskunde, Anfang der 1920er Jahre war er in Südafrika, ab 1924 in England für den Keren Hajesod tätig, der für die Geldbeschaffung zuständigen zionistischen Organisation. In den 1930er Jahren bereiste er Asien, besonders Indien, 1933 emigrierte er ins damalige Mandatsgebiet Palästina.
Olsvanger beherrschte eine große Anzahl Sprachen, sowohl europäische wie asiatische, förderte die Verbreitung von Esperanto und übersetzte zahlreiche Bücher ins Hebräische. Er starb 1961 in Jerusalem, wo eine Straße nach ihm benannt ist.

### Werke
Seine erste, im Auftrag der schweizerischen Kommission für jüdische Volkskunde zusammengestellte Sammlung jiddischer Geschichten und Lieder erschien 1920 in Basel unter dem Titel Rosinkess mit Mandlen. Aus der Volksliteratur der Ostjuden. Schwänke, Erzählungen, Sprichwörter und Rätsel, wobei die Schwänke heute eher als Anekdoten bezeichnet würden. Der Band richtet sich an ein deutschsprachiges, des Jiddischen unkundiges Publikum. Die Geschichten sind im nordostjiddischen Dialekt, dem litauischen Jiddisch verfasst, jedoch nicht in hebräischer Schrift, wie allgemein üblich, sondern in lateinischer. Die Schwierigkeit, die dadurch entsteht, dass die dialektalen Unterschiede in der Aussprache der Vokale in lateinischer Schrift erkennbar werden, was bei hebräischer Schrift, die keine Vokale kennt, nicht der Fall ist, hat Olsvanger mit einem Umlaut gelöst, der als „Olsvanger-Umlaut“ bekannt ist. Die Geschichtensammlung wurde später wiederholt neu aufgelegt. 1935 erschien der erweiterte Sammelband Rêjte Pomeranzen erstmals bei Schocken in Berlin und unter dem geänderten Titel Röyte Pomerantsen 1947 bei Schocken in New York. Zwei Jahre danach erschien der Sammelband dann unter dem Titel L'chayim! bei Schocken in New York in einer englischen Version für ein englischsprachiges Publikum.
1925 erschien der Gedichtband Eterna sopiro mit Gedichten in Esperanto in Wien, 1942 wurden sie in Jerusalem nochmals aufgelegt. Der Band mit hebräischen Gedichten בין אדם לקונו (Ben Adam le-Kono), erschien 1943 erstmals in Tel Aviv und wurde seither mehrmals neu aufgelegt.
1921 veröffentlichte Olsvanger in Südafrika eine Studie zur jiddischen Folklore in englischer Sprache unter dem Titel Contentions with God. A study in Jewish folklore.

#### Übersetzungen
Olsvanger übersetzte Boccaccio, Dante und Goethe ins Hebräische, aber auch japanische und sanskrit Literatur. Eine Auswahl Goethegedichte erschien erstmals 1943, im gleichen Jahr kam auch der erste Teil von Dantes Göttlicher Komödie heraus unter dem Titel הקומדיה האלוהית – התופת (Ha-komedyah ha-elohit – Ha-tofet), der zweite הקומדיה האלהית – טור הטהר (Ha-komedyah ha-elohit – Ha-tohar) und dritte Teil הקומדיה האלהית – העדן (Ha-komedyah ha-elohit – Ha-eden) erschienen in den 1950er Jahren. Bocaccios Decamerone erschien 1947 unter dem Titel דקמרון – ספר עשרת הימים (Dekameron – Sefer asseret ha-jamim).